# (36743) 2000 RO62
2000 RO62 (asteroide 36743) é um asteroide da cintura principal. Possui uma excentricidade de 0.11783790 e uma inclinação de 5.75060º.
Este asteroide foi descoberto no dia 1 de setembro de 2000 por LINEAR em Socorro.